# Titularbistum Tinum
Tinum (italienisch Tino) ist seit 1828 ein Titularbistum der römisch-katholischen Kirche. 
Es geht zurück auf das frühere Bistum Knin (lateinisch Dioecesis Tiniensis seu Tininiensis) in der römischen Provinz Dalmatia bzw. Dalmatia Inferior mit dem Bischofssitz in der Stadt Knin im heutigen Kroatien, das um 1050 gegründet wurde und der Kirchenprovinz Salona zugeordnet war. Das Gebiet der Diözese gehört heute zum Bistum Šibenik.
| Titularbischöfe von Tinum |                             |                                                                            |                   |                    |
| Nr.                       | Name                        | Amt                                                                        | von               | bis                |
| 1                         | Alex Jordánsky              |                                                                            | 28. Februar 1831  | 17. Februar 1840   |
| 2                         | Martinus Miskólczy          |                                                                            | 14. Dezember 1840 | 1852               |
| 3                         | Joseph Krautmann            |                                                                            | 15. März 1852     | 1855               |
| 4                         | János Nehiba                |                                                                            | 20. Dezember 1855 | 21. Januar 1875    |
| 5                         | József Lányi                |                                                                            | 7. November 1906  | 28. September 1931 |
| 6                         | Leopoldo Buteler            | Weihbischof in Córdoba (Argentinien)                                       | 8. Januar 1932    | 13. September 1934 |
| 7                         | Joseph Laurent Philippe SCI | Generalsuperior der Dehonianer, Koadjutorbischof von Luxemburg (Luxemburg) | 25. April 1935    | 9. September 1935  |
| 8                         | Adolfo Vorbuchner           | Koadjutorbischof von Alba Iulia (Königreich Rumänien)                      | 18. April 1936    | 1938               |
| 9                         | Luis Guízar y Barragán      | Koadjutorbischof von Saltillo (Mexiko)                                     | 9. Oktober 1938   | 5. April 1954      |
| 10                        | Manuel Pereira da Costa     | Weihbischof in Paraíba (Brasilien)                                         | 31. Mai 1954      | 20. Juni 1959      |
| 11                        | Maurits Gerard De Keyzer    | Weihbischof in Brügge (Belgien)                                            | 24. April 1962    | 19. Januar 1994    |
| 12                        | Jean-Pierre Blais           | Weihbischof in Québec (Kanada)                                             | 3. November 1994  | 12. Dezember 2008  |
| 13                        | Sebastian Francis Shah OFM  | Weihbischof in Lahore (Pakistan)                                           | 14. Februar 2009  | 14. November 2013  |
| 14                        | Pierre Olivier Tremblay OMI | Weihbischof in Trois-Rivières (Kanada)                                     | 21. Mai 2018      | 24. Juni 2022      |
| 15                        | Joselito Ramalho Nogueira   | Weihbischof in São Sebastião do Rio de Janeiro (Brasilien)                 | 25. Februar 2025  |                    |